# Рождествено (деревня, городской округ Истра)
Рождествено — деревня в городском округе Истра Московской области России. С 2006 по 2017 год входила в состав сельского поселения Бужаровское. Население — 40 чел. (2010), в деревне одна улица — Истринская. С Истрой связана автобусным сообщением (автобус № 32).
Находится на берегу Истринского водохранилища, примерно в 25 км на север от Истры, высота над уровнем моря — 181 м. Ближайшие населённые пункты — деревни Якунино в 1,2 км на юго-запад, Дьяково в 0,8 км на юг, Армягово в 2 км на юго-восток и Пятница Солнечногорского района — в 1 км на северо-восток (на другом берегу водохранилища).
В селе действует церковь Рождества Христова, построенная в 1831 году архитектором Д. Ф. Борисовым.
Рождествено — родина археолога, этнографа, исследователя айнов Бориса Александровича Жеребцова (1921—1984), работавшего в 1944—1946 гг. в Керченском музее, в 1946—1952 гг. в Сахалинском областном краеведческом музее.
В километре к северу от деревни, на берегу Истры, располагается гостиничный комплекс «Мистраль», на территории которого действует музейная экспозиция ассоциации «Клуб Русская морская традиция», включающая рубку подводной лодки Б-380, полноразмерный макет малой подводной лодки типа «Пиранья» и ряд других экспонатов.

## Население
| 2002 | 2006 | 2010 |
| ---- | ---- | ---- |
| 43   | ↘30  | ↗40  |